# لایه‌های بیابانی
لایه‌های بیابانی نام کتابی‌ست شامل چند داستان کوتاه از محمود دولت‌آبادی که اولین بار در سال ۱۳۴۷ توسط انتشارات پیوند منتشر شد.

## داستان‌ها
نام داستان‌های این مجموعه عبارتند از: 
- سایه‌های خسته
- ادبار
- بند
- پای گلدستۀ امامزاده شعیب
- بیابانی